# Mansikkasaari (ö i Päijänne-Tavastland)
Mansikkasaari är en ö i Finland. Den ligger i sjön Ylä-Vehkajärvi och i kommunen Sysmä i den ekonomiska regionen  Lahtis ekonomiska region  och landskapet Päijänne-Tavastland, i den södra delen av landet, 160 km norr om huvudstaden Helsingfors. Öns area är 0,3 hektar och dess största längd är 70 meter i öst-västlig riktning.